# Télé Plaisance
Teleplaisance est une chaîne de télévision associative française dont le but est de permettre à tous la diffusion d'œuvres qui ne seront jamais diffusées sur des chaînes nationales ou privées.

## Histoire
En 2005, elle était diffusée par le satellite de communication Astra 1G.
Sa diffusion aurait cessé en 2018[réf. nécessaire].

### Identité visuelle (logo)

1er logo de Télé plaisance.
Logo à partir de 2010.

## Programmes
Elle diffuse principalement des vidéos amateur.

## Principe
Teleplaisance est la seule télévision permanente diffusant 24 heures sur 24 dont le programme est celui des téléspectateurs. C'est une des seules chaînes associatives avec Zaléa TV à diffuser 24h/24.

## Financement
Teleplaisance a pour financement le soutien de ses bénévoles.

## Diffusion
Cette chaîne de télévision est diffusée via la freebox de l'opérateur internet free depuis 2004, elle diffusait sans autorisation dès 1997. Elle est à présent également diffusée dans le bouquet de télévision des fournisseurs Alice et Neufbox TV de SFR.